# Козявка тысячелистниковая
Козявка тысячелистниковая, или пижмовая козявка  (лат. Galeruca tanaceti) — вид листоедов (Chrysomelidae) из подсемейства козявок (Galerucinae). 

## Описание
Жук длиной от 6 до 11 мм. Тело чёрное, овальное, выпуклое. Личинки тёмные, покрыты щетинками на мясистых выростах.

## Распространение
Ареал вида протягивается от Европы до Азии, интродуцирован в Северную Америку.

## Экология и местообитания
Паразитом куколок козявки тысячелистниковой является жужелица — лебия зеленоголовая (Lebia chlorocephala). И личинки и взрослые жуки питаются сложноцветными, крестоцветными и другими растениями.

## Галерея
- Козявка тысячелистниковая
- Козявка тысячелистниковая перед кладкой яиц